# Milo (Sizilien)
Milo ist eine Stadt der Metropolitanstadt Catania in der Region Sizilien in Italien mit 1023 Einwohnern (Stand 31. Dezember 2023).

## Lage und Daten
Milo liegt 36 Kilometer westlich von Catania am Osthang des Ätnas. Die Einwohner arbeiten hauptsächlich im Holzhandel, im Tourismus und in der Weinrebenkultivierung.
Die Ortsteile sind Caselle, Fornazzo und Milo.
Die Nachbargemeinden sind Giarre, Sant’Alfio und Zafferana Etnea.

## Geschichte
Der Ort wurde im 14. Jahrhundert gegründet. Bis 1923 gehörte der Ort zu Giarre, danach bis 1955 zum Ort Sant’Alfio. 1955 wurde Milo selbständig.

## Sehenswürdigkeiten
Mittelpunkt des Ortes ist die Piazza Belvedere, von deren breiten Terrasse aus man das Meer bis nach Kalabrien überblicken kann. An der Piazza die steht die Kirche Sant’Andrea. Diese Kirche wurde dort erbaut, wo bereits Giovanni d’Aragona 1340 eine kleine Kirche errichten ließ, die dem Hl. Johannes geweiht war. Unterhalb der Piazza befindet sich der Parco Botanico (Botanischer Garten) mit Spielplätzen. Entlang der Via Etnea, unweit des Palazzo Municipale und der Piazza Belvedere, kann man die l’abbiviraturi (eine Tränke) bestauen. Diese Tränke ist im 19. Jahrhundert aus Lava erbaut worden. Der Ort ist Ausgangspunkt zur Besichtigung des Ätnas.